# 3902 Yoritomo
3902 Yoritomo је астероид са пречником од приближно 27,78 .
Афел астероида је на удаљености од 3,443 астрономских јединица (АЈ) од Сунца, а перихел на 3,002 АЈ.
Ексцентрицитет орбите износи 0,068, инклинација (нагиб) орбите у односу на раван еклиптике 15,570 степени, а орбитални период износи 2113,349 дана (5,786 година).
Апсолутна магнитуда астероида је 11,40 а геометријски албедо 0,063.
Астероид је откривен 14. јануара 1986. године.